# العلاقات الباهاماسية النيوزيلندية
العلاقات الباهاماسية النيوزيلندية هي العلاقات الثنائية التي تجمع بين باهاماس ونيوزيلندا.

## مقارنة بين البلدين
هذه مقارنة عامة ومرجعية للدولتين:
| وجه المقارنة                                              | باهاماس      | نيوزيلندا                                              |
| --------------------------------------------------------- | ------------ | ------------------------------------------------------ |
| المساحة (كم2)                                             | 13.88 ألف    | 268.02 ألف                                             |
| عدد السكان (نسمة)                                         | 395.36 ألف   | 4.24 مليون                                             |
| الكثافة السكانية (ن./كم²)                                 | 28.48        | 15.82                                                  |
| العاصمة                                                   | ناساو        | ويلينغتون، أوكلاند                                     |
| اللغة الرسمية                                             | لغة إنجليزية | لغة إنجليزية، اللغة الماورية، لغة الإشارة النيوزيلندية |
| العملة                                                    | دولار بهامي  | دولار نيوزيلندي، الجنيه النيوزيلندي                    |
| الناتج المحلي الإجمالي (بليون دولار)                      | 12.16 مليار  | 205.85 مليار                                           |
| الناتج المحلي الإجمالي (تعادل القوة الشرائية) بليون دولار | 8.92 مليار   |                                                        |
| الناتج المحلي الإجمالي الاسمي للفرد دولار أمريكي          | 22.82 ألف    |                                                        |
| الناتج المحلي الإجمالي للفرد دولار أمريكي                 |              |                                                        |
| مؤشر التنمية البشرية                                      | 0.790        | 0.914                                                  |
| رمز المكالمات الدولي                                      | +1242        | +64                                                    |
| رمز الإنترنت                                              | .bs          | .nz                                                    |
| المنطقة الزمنية                                           | 00           | ت ع م+13:00، ت ع م+12:00                               |

## منظمات دولية مشتركة
يشترك البلدان في عضوية مجموعة من المنظمات الدولية، منها:
| علم المنظمة | اسم المنظمة                               | تاريخ انضمام باهاماس | تاريخ انضمام نيوزيلندا |
| ----------- | ----------------------------------------- | -------------------- | ---------------------- |
|             | مؤسسة التنمية الدولية                     | 23 يونيو 2008        | 1 أكتوبر 1974          |
|             | يونسكو                                    | 23 أبريل 1981        | 4 نوفمبر 1946          |
|             | وكالة ضمان الاستثمار متعدد الأطراف        | 4 أكتوبر 1994        | 22 أبريل 2008          |
|             | الأمم المتحدة                             | 18 سبتمبر 1973       | 24 أكتوبر 1945         |
|             | دول الكومنولث                             | ?                    | ?                      |
|             | الفريق المعني برصد الأرض                  | ?                    | ?                      |
|             | الاتحاد البريدي العالمي                   | ?                    | ?                      |
|             | البنك الدولي للإنشاء والتعمير             | 21 أغسطس 1973        | 31 أغسطس 1961          |
|             | الاتحاد الدولي للاتصالات                  | 19 أغسطس 1974        | 3 يونيو 1878           |
|             | منظمة حظر الأسلحة الكيميائية              | ?                    | ?                      |
|             | مؤسسة التمويل الدولية                     | 8 ديسمبر 1986        | 31 أغسطس 1961          |
|             | المركز الدولي لتسوية المنازعات الاستشارية | 18 نوفمبر 1995       | 2 مايو 1980            |
|             | منظمة الشرطة الجنائية الدولية             | ?                    | ?                      |

## وصلات خارجية
- موقع وزارة الخارجية النيوزيلندية